# Mihalis Yannakakis
Mihalis Yannakakis (* 13 de septiembre de 1953 en Atenas) es un informático teórico griego, docente del Departamento de Ciencias de la computación de la Universidad de Columbia, en Estados Unidos.
Es miembro honorífico de la Association for Computing Machinery y fue galardonado con el Premio Knuth en 2005. Fue además editor en jefe de la revista científica SIAM Journal on Computing desde 1998 hasta 2003, y ha colaborado en diversas editoriales de revistas científicas, además de servir como comité en muchas conferencias científicas.